# Fraxinus hondurensis
Espèce
Synonymes
- Fraxinus americana f. ovalifolia Wenz.[2]
- Fraxinus americana Wenz.[3]
- Fraxinus cavekiana Standl. & Steyerm.[2] [3]
- Fraxinus chiapensis Lundell[3]
- Fraxinus hondurensis Standl.[2] [3]
- Fraxinus ovalifolia (Wenz.) Lingelsh.[2]
- Fraxinus uhdei var. pseudoperiptera Lingelsh.[2]
- Fraxinus uhdei (Wenz.) Lingelsh. (préféré par GRIN)[3]

Statut de conservation UICN

 LC  : Préoccupation mineure
Fraxinus hondurensis est une espèce de plantes à fleurs de la famille des Oleaceae. C'est un arbre endémique du Honduras.

## Publication originale
- Publications of the Field Museum of Natural History, Botanical Series 17(4): 386. 1938. (31 Jan 1938)